# Großdehsa
Großdehsa (obersorbisch Dažinⓘ; Dehsa (deza, dize) = Muldenort) ist ein Ortsteil der sächsischen Stadt Löbau im Landkreis Görlitz in der Oberlausitz.

## Geographie
Das Waldhufendorf mit 456 Hektar (1900) Fläche liegt an der S 115, die von Löbau in westlicher Richtung nach Kleindehsa und Cunewalde führt. Großdehsa liegt an der 1928 eröffneten aber heute stillgelegten Bahnstrecke Großpostwitz–Löbau.
Großdehsa steigt von Osten nach Westen um vierzig Meter an. Der untere östliche Teil des Ortes läuft breit in den Löbauer Kessel aus. Der obere westliche Teil erstreckt sich zwischen dem Schafberg im Nordwesten und der Kleinen Landeskrone im Süden, dem Nachbargipfel des Bubenik. 

## Geschichte

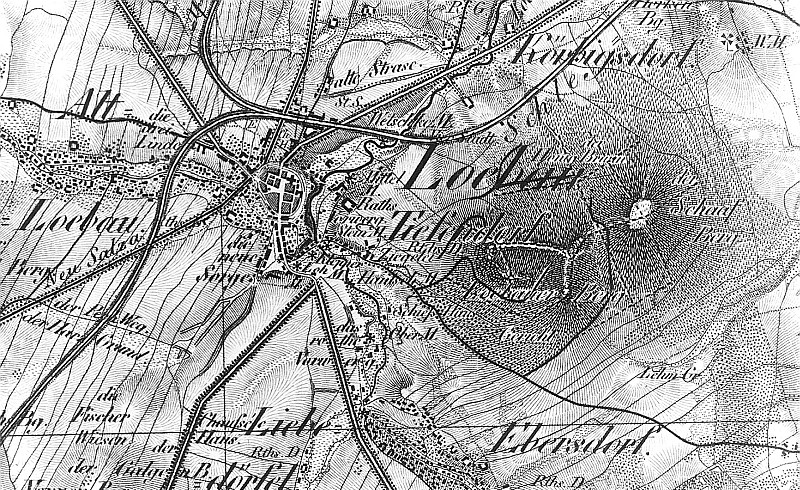
Karte von Oberreit mit Großdehsa um 1845

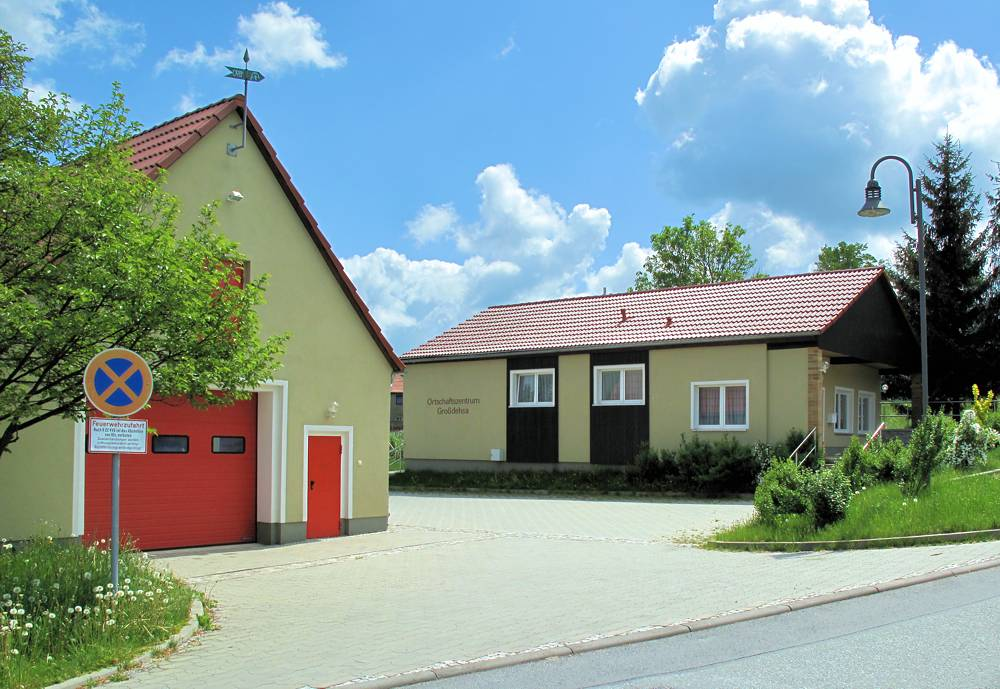
Ortschaftszentrum von Großdehsa

Im Jahr 1242 wurde Großdehsa erstmals urkundlich erwähnt.
Ab 1350 kaufte das Domkapitel zu Bautzen nach und nach Teile des Ortes auf, sodass in der Folge der Großteil des Dorfes dorthin Zinsen abführte. Feudalherren der Nachbarschaft besaßen dagegen nur kleine Anteile. Später nahm auch die Landvogtei in Bautzen Rechte wahr. Das Domstift zu Bautzen besaß ein Vorwerk im Ort. 1397 war ein Rittersitz und 1564 ein Rittergut belegt.
Der Flurname „Kanonenwiese“ erinnert in der Dorfmitte noch heute an die Tage vor der Schlacht bei Hochkirch vom 14. Oktober 1758, auf der österreichische Geschütze standen, welche damals mit strohumwickelten Rädern nachts über das Gebirge gegen die preußischen Stellungen vorrückten.
Die meist kleinbäuerlichen Gehöfte liegen beiderseits der Straße S 115 und dem Rinnsal des Großdehsaer Wassers. Nach einem großen Brand im Jahr 1841 waren nur die nördlich im Oberdorf befindlichen älteren Bauten erhalten, während die südlichen Gehöfte massiv wieder aufgebaut wurden.
1827 wurde eine Nebenschule (neben Kittlitz) erbaut, die zunächst zur Hälfte als Armenhaus diente. Sie wurde von 122 Kindern besucht, die „ganz wendisch“ waren. Ein neues Schulhaus entstand 1898. 1955 wurden die Schulkinder jedoch der Polytechnischen Oberschule in Kleindehsa zugewiesen.

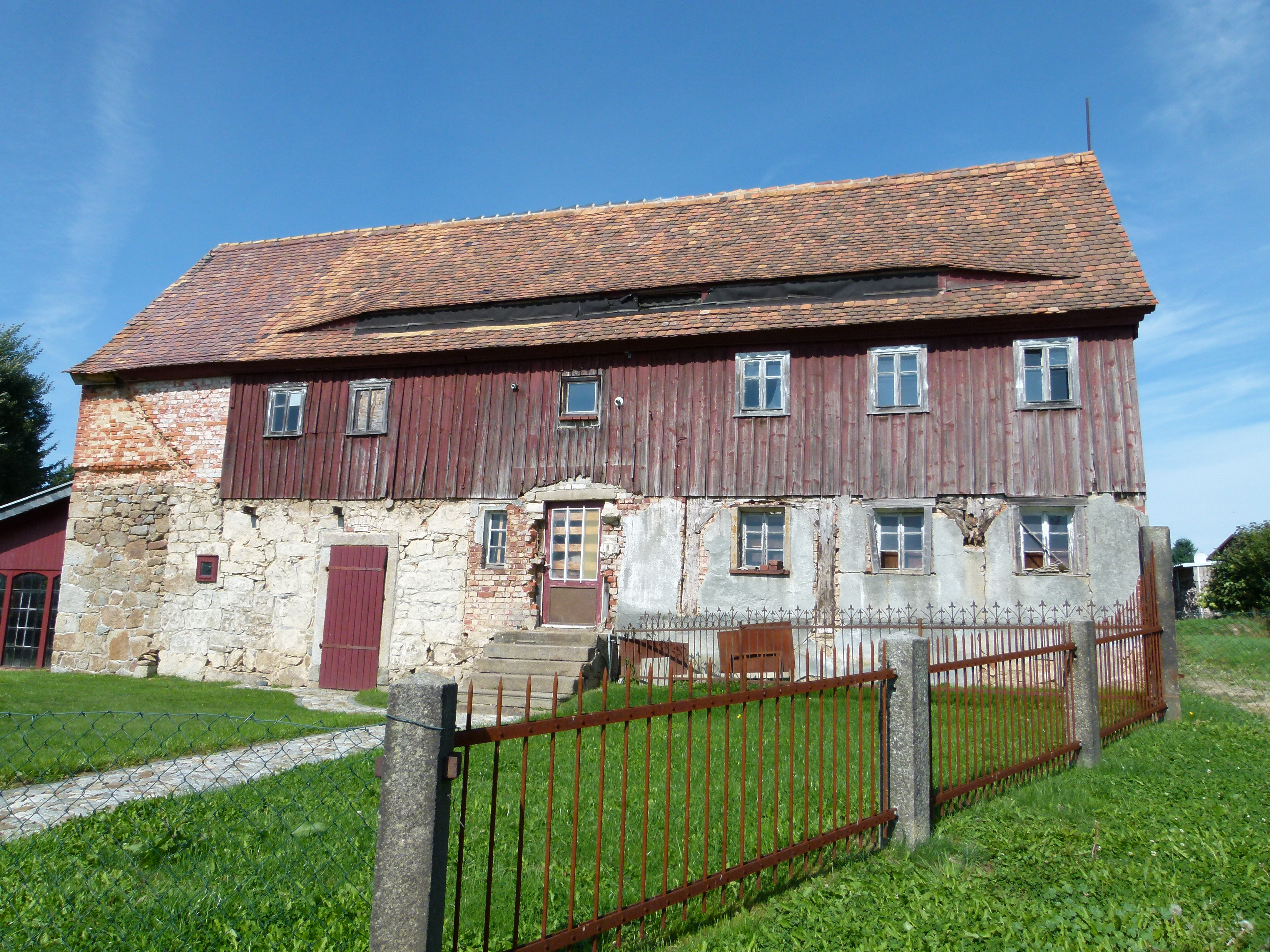
Umgebindehaus, die hölzernen Wände der Blockstube (rechts) wurden durch Mauerwerk ersetzt.

Noch Ende des 19. Jahrhunderts waren mehr als 70 Prozent der Großdehsaer Sorben. Es ist davon auszugehen, dass die sorbische Sprache in Form ihres Löbauer Dialektes bis in die 1960er Jahre bei einem Teil der Bevölkerung im Gebrauch war. So zählte Ernst Tschernik 1956 einen sorbischsprachigen Bevölkerungsanteil von noch 7,8 % oder insgesamt 46 Sprecher.
Am 1. März 1994 wurde Großdehsa nach Löbau eingemeindet.

### Ortsnamenformen
1238: Herwicus de Dycin (Zuweisung unsicher), 1242: Hertwicus de Dyzin, de Desen, 1306: ambae Theesyn, 1336: Henricus de Desen, 1346: Deysen, 1362: Desen, Desin, Dezen, Deze, Desin, Tesin, Teczin, 1419: Deßen magnum, 1426: Dese, 1491: grossen Desen, 1525: Deße, grossen Deße, 1657: Gros Dehsa
Flurnamen für Großdehsa lauten: Pastwišća = die Hutungen, Bubonik = der Trommler, Włosančkach = in den Dohnenstiegen, Dołki = die Tälchen und Litte = Wiesen. Sie sind allesamt sorbischer Herkunft.

### Bevölkerungsentwicklung
| Jahr | Einwohner                                 |
| ---- | ----------------------------------------- |
| 1777 | 22 besessene Mann, 18 Gärtner, 45 Häusler |
| 1834 | 503                                       |
| 1871 | 507                                       |
| 1890 | 443                                       |
| 1910 | 515                                       |
| 1925 | 533                                       |
| 1939 | 476                                       |
| 1946 | 584                                       |
| 1950 | 610                                       |
| 1964 | 516                                       |
| 1990 | 389                                       |

### Verwaltungszugehörigkeit
1777: Bautzener Kreis, 1843: Landgerichtsbezirk Löbau, 1856: Gerichtsamt Löbau, 1875: Amtshauptmannschaft Löbau, 1952: Kreis Löbau, 1994: Landkreis Löbau-Zittau, 2008: Landkreis Görlitz

## Söhne und Töchter der Gemeinde
- Gustav Niederlein (1858–1924), deutsch-argentinischer Forschungsreisender und Botaniker
- Alwin Mittasch (1869–1953), Chemiker; geboren in Großdehsa